# Atala Califfone
Il Califfone era un ciclomotore prodotto dalla Atala.

## Caratteristiche
Sin dalla sua presentazione si è sempre particolarmente distinto per la semplicità meccanica: era infatti provvisto di un motore da 49cm³ a due tempi (funzionante con miscela olio-benzina al 2%) che ne consentiva l'uso ai quattordicenni.
Come nel caso dell'Atala Green, montava un motore della Rizzato per la versione monomarcia e bimarcia automatici, e della Motori Minarelli per la versione con cambio di velocità a 4 rapporti.
La trasmissione alla ruota posteriore disponeva di una catena, permettendo una manutenzione semplificata e di una meccanica più evoluta di quella del Piaggio Ciao. L'avviamento avviene tramite pedivella.
Il serbatoio era celato nel tubo anteriore del telaio al di sotto del manubrio, conferendo una soluzione formale semplificata per un prodotto di per sé spartano. Un pulsante disposto sotto il sellino permette lo sfogo dei vapori di carburante dal serbatoio, per consentire il riempimento completo anche della parte ascendente posteriore dello stesso.
Ammiraglia della linea Califfo, il ciclomotore ha visto l'introduzione nel 1979 del modello "Califfone Più" dalla linea più aggressiva, con la sostituzione dei parafanghi in acciaio cromato con quelli in plastica PVC e disponendo le ruote con cerchioni a razze, in alternativa quelli tradizionali a raggi.